# أيزو 3166-2:IQ
أيزو 31166-2:IQ هو الجزء المخصص لدولة العراق في أيزو 3166-2، وهو جزء من معيار أيزو 3166 الذي نشرته المنظمة الدولية للتوحيد القياسي (أيزو)، والذي يُعرف رموز لأسماء التقسيمات الرئيسية (مثل الأقاليم، الجهات، المقاطعات أو الولايات) من جميع البلدان في ترميز أيزو 3166-1.
يتكون كل رمز من جزئين مفصولين بواصلة. الجزء الأول هو IQ، وهو رمز وأيزو 3166-1 حرفي 2 للبلد. أما الجزء الثاني فهو عبارة عن حرف أو حرفين يرمز لتقسيم فرعي.
حاليًا، هناك رموز لـ18 محافظة، بالإضافة إلى رمز لإقليم كردستان العراق.

## الرموز الحالية
| الرمز | الاسم الفرعيّ   |
| ----- | -------------- |
| IQ-AN | الأنبار        |
| IQ-BA | البصرة         |
| IQ-MU | المثنى         |
| IQ-QA | القادسية       |
| IQ-NA | النجف          |
| IQ-AR | أربيل (إربل)   |
| IQ-SU | السليمانية     |
| IQ-BB | بابل           |
| IQ-BG | بغداد          |
| IQ-DA | دهوك           |
| IQ-DQ | ذي قار         |
| IQ-DI | ديالى          |
| IQ-KR | كردستان العراق |
| IQ-KA | كربلاء         |
| IQ-KI | كركوك          |
| IQ-MA | ميسان          |
| IQ-NI | نينوى          |
| IQ-SD | صلاح الدين     |
| IQ-WA | واسط           |